# Brasileiros
Os brasileiros formam uma nacionalidade ligada de forma indissociável ao Estado Brasileiro, ou seja, a característica fundamental de um brasileiro é sua ligação com o Brasil. Um brasileiro pode ser também uma pessoa nascida em outro país de um pai brasileiro ou mãe brasileira ou um estrangeiro morando no Brasil, que solicitou a cidadania brasileira.
No período que se seguiu à descoberta do território brasileiro pelos europeus, a designação "brasileiro" foi dada aos comerciantes portugueses de pau-brasil, referindo-se exclusivamente àquela atividade, visto que os habitantes da terra eram, na sua maioria, índios, ou portugueses nascidos em Portugal, ou no território agora denominado Brasil.
No entanto, desde muito antes da Independência e fundação do Império do Brasil, em 1822, tanto no Brasil como em Portugal, já era comum se atribuir o gentílico "brasileiro" a uma pessoa, normalmente de clara ascendência portuguesa, residente ou cuja família residia no Estado do Brasil (1530-1815), pertencente ao Império Português. Durante a vigência do Reino Unido de Portugal, Brasil e Algarves (1815-1822), no entanto, houve confusões quanto à nomenclatura.
Em 2022, de acordo com as estimativas do Ministério das Relações Exteriores, a comunidade brasileira no exterior ultrapassou os 4,5 milhões de cidadãos, o que equivaleria, em termos de população no Brasil, ao 13º mais populoso estado da federação. As mais expressivas concentrações estão nos Estados Unidos, Portugal, Paraguai, Reino Unido e Japão.

## Definição
Segundo a Constituição do Brasil, os cidadãos brasileiros podem ser:

### Natos
- Qualquer pessoa nascida no Brasil, ainda que filho(a) de pais estrangeiros, exceto nos casos em que estes estejam a serviço de seu país (como diplomatas estrangeiros);[7]
- Qualquer pessoa nascida no estrangeiro de pai brasileiro ou mãe brasileira, nos casos em que estes estejam a serviço da República Federativa do Brasil;[7]
- Qualquer pessoa nascida no estrangeiro de pai brasileiro ou mãe brasileira, com o registro de nascimento em uma Embaixada ou Consulado brasileiro. Além disso, uma pessoa nascida no estrangeiro de pai brasileiro ou mãe brasileira, que não foi registrada, mas que, depois de completar 18 anos, passou a viver no Brasil e optou por adquirir a Cidadania brasileira.[7]

### Naturalizados
Um estrangeiro vivendo no Brasil, que solicitou e foi aceito como um cidadão brasileiro é naturalizado. Segundo a Constituição, todas as pessoas que possuem a cidadania brasileira são iguais, independentemente de raça, etnia, gênero ou religião.
Um estrangeiro pode optar pela cidadania brasileira após viver por 15 anos ininterruptos no Brasil e ser capaz de falar português. Uma pessoa nativa de um país cuja língua oficial é o português (Portugal, Angola, Moçambique, Cabo Verde, São Tomé e Príncipe, Guiné-Bissau, Guiné Equatorial e Timor-Leste) pode solicitar a nacionalidade brasileira depois de apenas um ano ininterrupto de vida no Brasil. Uma pessoa de origem estrangeira que tem cidadania brasileira tem exatamente os mesmos direitos e deveres de um cidadão brasileiro de nascimento, mas não pode ocupar alguns cargos públicos especiais, como a Presidência da República, a Vice-Presidência da República, o Ministro da Defesa, a Presidência do Senado, a Presidência da Câmara dos Deputados, ser oficial das Forças Armadas do Brasil e Diplomata.

### A prerrogativa portuguesa
De acordo com a Constituição brasileira, o povo português tem um estatuto especial no Brasil. O artigo 12, parágrafo primeiro da Constituição, concede aos cidadãos de Portugal, com residência permanente no Brasil "os direitos inerentes aos brasileiros", excluídas as prerrogativas constitucionais de um brasileiro nato. Requisitos para a concessão de igualdade são: local de residência habitual (permanente), a idade da maioridade e a formulação de um pedido ao Ministério da Justiça.
No Brasil, os portugueses podem exigir igualdade de tratamento no que diz respeito aos direitos civis, além disso, eles podem solicitar que sejam concedidos direitos políticos concedidos a brasileiros (exceto os direitos exclusivos para os brasileiros natos). Neste último caso, isso requer um mínimo de três anos de residência permanente.
O uso da cidadania por cidadãos não brasileiros (neste caso, portugueses) é uma rara exceção ao princípio de que a nacionalidade é uma condição sine qua non para a cidadania, concedida aos portugueses - se com um tratamento recíproco para os brasileiros em Portugal - devido à relação histórica entre os dois países.

## Gentílico
Seguindo as regras gramaticais para formação de gentílicos, o correto seria brasilianos ou brasilienses. Brasileiro alude a um ofício ou a uma profissão (tal qual "verdureiro", "engenheiro", "pedreiro") e, nas raízes históricas, estudiosos têm escrito que se referia ao comerciante, geralmente português, do pau-brasil, na época do Brasil Colônia, passando, eventualmente, a ser nome pátrio (por causas de várias naturezas e com muitas teorias acerca do assunto). Durante os primórdios da construção do país, tornou-se comum designar brasileiro o português ou o estrangeiro estabelecido no Brasil, brasiliense o natural do Brasil e brasiliano o indígena. Como exemplo, tomemos o livro Romance de Gregório de Matos, composto no século XVII, em que "brasileiro" serve para designar os "naturais" explorados: "os brasileiros são bestas/ e estão sempre a trabalhar/ toda a vida por manterem/ maganos de Portugal...".
Contudo, com a emancipação política durante o Primeiro Reinado, o substantivo brasileiro começou a caracterizar um novo corpo político que surgia. Na terceira de suas Cartas sobre a Revolução do Brasil, por exemplo, Silvestre Pinheiro Ferreira observava que "o partido brasileiro cobrou com a sua presença e com a revelação dos seus projetos ao conselho de Sua Majestade uma energia, que até agora se não tinha observado, nem mesmo presumido que ele fosse capaz de desenvolver". Assim, aqui se nota que o adjetivo "brasileiro" servia para definir um grupo político ou uma corrente de opinião que se contrapunha ao "partido europeu".
Durante os eventos que conduziram à dissolução da primeira Assembleia Constituinte e Legislativa, o próprio Imperador Dom Pedro I, em 13 de novembro de 1823, serviu-se do substantivo para caracterizar um corpo político: "[...] quem aderiu à nossa sagrada causa, quem jurou a independência deste Império, é brasileiro". Em 1824, o texto constitucional da Constituição brasileira de 1824 (a primeira do país) já declarava: "Art 6. São cidadãos brasileiros [...]".
Os estudiosos notam que, no Brasil, o mesmo processo de derivação do termo "brasileiro" ocorreu, por exemplo, com mineiro e campineiro (de Minas Gerais e de Campinas, respectivamente).

## Grupos étnicos
Grupos étnicos no Brasil (censo de 2022)
A população brasileira é formada principalmente por descendentes de povos indígenas, colonos portugueses, escravos africanos e diversos grupos de imigrantes que se estabeleceram no Brasil, sobretudo entre 1820 e 1970. A maior parte dos imigrantes era de italianos e portugueses, mas houve significante presença de alemães, espanhóis, japoneses, sírio-libaneses, poloneses e ucranianos.
O Instituto Brasileiro de Geografia e Estatística (IBGE) classifica o povo brasileiro entre cinco grupos: branco, preto, pardo, amarelo e indígena, baseado na cor da pele ou raça. Quem declara sua cor ou raça é o próprio entrevistado. O censo nacional de 2010 realizado pelo IBGE encontrou o Brasil sendo composto por 91 milhões de brancos, 82,2 milhões de pardos, 14,5 milhões de negros, 2,1 milhões de amarelos e 817 mil indígenas.
Comparado a outros censos realizados nas últimas duas décadas, pela primeira vez o número de brancos não ultrapassou os 50% da população. Em 2000, os brancos eram 53,7% no censo, em 2010 caíram para 47,33%. Em comparação, o número de pardos cresceu de 38,5% para 43,13% e o de pretos de 6,2% para 7,6%. Os pardos, que em 2000 eram 65,3 milhões, dez anos depois somavam 82,2 milhões. Os pretos, que eram 10,5 milhões, saltaram para 14,5 milhões. Os amarelos, que somavam apenas 761,5 mil, subiram para 2 milhões. Os indígenas, que eram 734 mil, elevaram-se para 817,9 mil. De fato, a população branca, além de ter sido a única a diminuir em termos percentuais entre os dois censos, também foi a única a diminuir em termos numéricos, enquanto todos os outros grupos cresceram consideravelmente. Mesmo tendo a população brasileira crescido de 169,8 milhões para 190,7 milhões em dez anos, a população branca além de não crescer, diminuiu sensivelmente: em 2000, os brancos eram 91,2 milhões, e em 2010 em torno de 91 milhões. De acordo com o IBGE, essa tendência se deve ao fato da revalorização da identidade histórica de grupos raciais historicamente discriminados.
A composição étnica dos brasileiros não é uniforme por todo o País. Devido ao largo fluxo de imigrantes europeus no Sul do Brasil no século XIX, a maior parte da população é branca: 78,47%. No Nordeste, em decorrência do grande número de africanos trabalhando nos engenhos de cana-de-açúcar, o número de pardos e negros forma a maioria, 59,44% e 9,53%, respectivamente. No Norte, largamente coberto pela Floresta Amazônica, a maior parte das pessoas é de cor parda (66,88%), devido ao importante componente indígena. No Sudeste e no Centro-Oeste as porcentagens dos diferentes grupos étnicos são bastante similares.

### Ancestralidade dos brasileiros
Os primeiros habitantes do que viria a ser o Brasil foram pessoas cuja ancestralidade pode ser traçada até populações asiáticas que cruzaram o Estreito de Bering, passando da Sibéria para as Américas Há indícios da presença indígena no atual território brasileiro datados de 16 000 a.C. em Lagoa Santa (MG), de 14 200 a.C. em Rio Claro (SP) e de 12 770 a.C. em Ibicuí (RS). É difícil precisar o número de indígenas que viviam no atual Brasil em 1500, com as estimativas variando entre um e cinco milhões. Estavam divididos em dois grandes troncos linguísticos: macro-jê e tupi. Com a chegada dos portugueses ao atual Brasil, em 1500, boa parte da população indígena pereceu, sobretudo em virtude da contaminação por doenças euroasiáticas aos quais os índios não tinham imunidade biológica, como varíola, sarampo, febre amarela ou gripe. Na maior parte dos casos, essas contaminações foram involuntárias; contudo também há relatos de infecção proposital. Apesar disso, milhões de brasileiros atuais têm ancestralidade indígena. Na História brasileira, foi muito comum a prática do "cunhadismo", uma antiga prática indígena de incorporar estranhos à sua comunidade, por meio da entrega de moças indígenas como esposas. Nesse contexto, muitos colonos portugueses se juntaram a mulheres indígenas, cujos descendentes formam boa parte da população brasileira atual.

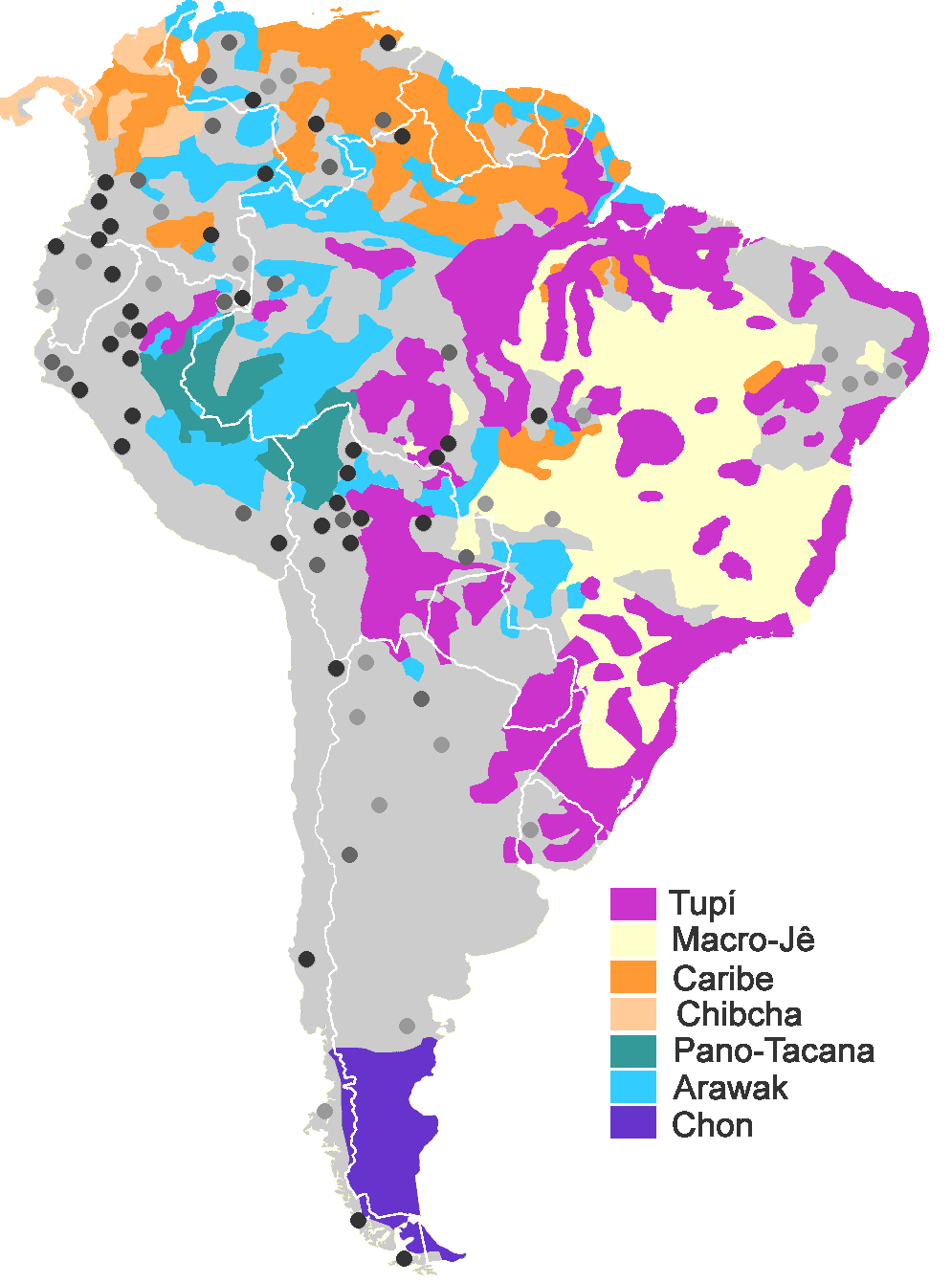
Mapa etnográfico da América do Sul, apresentando as principais famílias linguísticas

A ancestralidade europeia dos brasileiros é principalmente portuguesa. . Historicamente, os portugueses que partiam para o Brasil eram majoritariamente oriundos da região norte de Portugal. O sul de Portugal (Algarve, Alentejo, Península de Setúbal e atual Grande Lisboa) era dominado por latifúndios e grandes propriedades rurais, enquanto no Norte de Portugal predominavam pequenas propriedades agrícolas. Portanto, quem não adquiria um pedaço de terra estava fadado à pobreza, o que influenciou muitos da região a buscarem um recomeço nas colônias na América do Sul. Além dos nortenhos, um fluxo notável de colonos provinham das ilhas atlânticas da Madeira e dos Açores.. Entre 1500 e 1822, o atual Brasil esteve sob domínio luso e o número de portugueses que emigraram para o Brasil, durante esse período, está estimado entre 500 mil e 700 mil. Segundo o IBGE, nos primeiros dois séculos de colonização (XVI – XVII), 100 mil portugueses emigraram para o Brasil. Contudo, segundo pesquisa dos historiadores James Horn e Philip D. Morgan, o número teria sido bem maior, de 250 mil. Nessa época, o Brasil era o maior produtor de açúcar do mundo (especificamente as capitanias nordestinas de Pernambuco e Bahia), e essa movimentação econômica atraía esses imigrantes portugueses. Contudo, foi no século XVIII que ocorreu o maior número de chegadas de portugueses ao Brasil colonial. Segundo o IBGE, 600 mil portugueses emigraram para o Brasil, entre 1701 e 1760. James Horn e Philip D. Morgan apontam números menores: 250 mil entre 1700 e 1760 e 105 mil entre 1760 e 1820. Celso Furtado estimou, para todo o século XVIII, um número entre 300 mil e 500 mil portugueses. Maria Luiza Marcilio apontou um número intermediário: 400 mil. Considerando que Portugal tinha somente 2 milhões de habitantes em 1700, foi uma emigração em massa. A razão dessa emigração em massa está na descoberta de ouro em Minas Gerais, que produziu uma era de prosperidade econômica não só na região mineira, como também no litoral brasileiro.

A Região Norte de Portugal, de onde veio a maioria dos colonos e imigrantes portugueses para o Brasil.

Até 1850, foi do Continente africano que veio o maior número de pessoas que entraram no Brasil. Durante a época do comércio atlântico de escravos, o Brasil importou mais africanos escravizados do que qualquer outro país do mundo. Com base em informações do slavevoyages.org, 4.864.375 escravos da África desembarcaram no Brasil, entre o século XVI e a metade do século XIX, em torno de 40% dos escravos trazidos para as Américas. Os ancestrais africanos dos brasileiros foram trazidos principalmente da África Centro-Ocidental. Do total, 3 396 910 foram trazidos dessa área. A região costumava ser conhecida como Congo Angola, correspondendo aproximadamente aos territórios da atual Angola, República do Congo, República Democrática do Congo e Gabão. A segunda região em importância foi o Golfo do Benim, de onde vieram 877 033 africanos. Essa região corresponde ao atual sudeste de Gana, Togo, Benim e sudoeste da Nigéria.
O trabalho escravo foi a força motriz por trás do crescimento da economia açucareira no Brasil, e o açúcar foi o principal produto de exportação da colônia de 1600 a 1650. Jazidas de ouro e diamantes foram descobertas no Brasil a partir de 1690, o que provocou um aumento na importação de escravos, para fornecer a mão de obra na mineração. A demanda por escravos não diminuiu com o declínio da indústria da mineração, na segunda metade do século XVIII. A pecuária e a produção de alimentos proliferaram junto com o crescimento populacional, ambas fortemente dependentes do trabalho escravo. A ascensão do café após a década de 1830 expandiu ainda mais o comércio atlântico de escravos.
Durante o período colonial, o número de africanos que entraram no Brasil foi muito maior que o de europeus. Segundo cálculos de James Horn e Philip D. Morgan, entre 1500 e 1820, 605 mil portugueses emigraram para o Brasil, contra 3,2 milhões de africanos trazidos, um número 5 vezes maior. Contudo, isso não quer dizer que ao longo do tempo a população de origem africana permaneceu maior que a de origem portuguesa nessa mesma proporção, haja vista as diferenças na taxa de natalidade. No Brasil, a taxa de mortalidade era muito maior entre os escravos do que entre os livres; a mortalidade infantil dos filhos dos escravos era muito alta, devido a subnutrição e insalubridade. Em muitos momentos, o crescimento vegetativo dos escravos no Brasil era negativo, ou seja, havia mais óbitos que nascimentos.

Principais regiões de comércio de escravos na África entre os séculos XV e XIX. África Centro-Ocidental e Golfo de Benim foram as duas principais regiões de origem dos escravizados que chegavam ao Brasil

Muitos brasileiros também são descendentes de imigrantes que chegaram mais recentemente. Muitos imigrantes que chegaram ao Brasil, especialmente no final do século XIX e início do século XX, eram de origem socioeconômica pobre, vindo em busca de melhores condições de vida. O Brasil recebeu mais de 5 milhões de imigrantes após sua independência em 1822, a maioria dos quais chegou entre 1880 e 1920. A Europa Latina foi responsável por 80% das chegadas (1,8 milhão de portugueses, 1,5 milhão de italianos e 700 mil espanhóis). Os outros 20% vieram sobretudo da Alemanha, do Leste Europeu, do Japão e do Oriente Médio. No censo de 1920, mais de 90% dos estrangeiros estavam concentrados nos estados das regiões Sudeste e Sul e mais de 70% estavam em apenas duas regiões: São Paulo e Rio de Janeiro. Boa parte dessa imigração foi incentivada pelo governo brasileiro e estava atrelada à produção de café. No final do século XIX, o Brasil era o maior produtor de café do mundo e parte significativa da saúde financeira do Estado brasileiro dependia da exportação desse produto. Após a abolição da escravatura na década de 1880 e temendo a escassez de trabalhadores no cultivo do café, o estado de São Paulo passou a subsidiar a imigração para trabalhadores europeus. O governo pagava a passagem de navio de famílias inteiras para trabalharem nas fazendas de café por um período de cerca de cinco anos, após o qual estavam livres para trabalhar em outra atividade.
Outro modelo de imigração incentivada pelo governo foi a voltada para a colonização agrícola, principalmente no Sul, onde o acesso à pequena propriedade rural era facilitado, principalmente como forma de ocupar vazios demográficos e superar as constantes ameaças de desabastecimento de alimentos no Brasil.
Contudo, boa parte desses imigrantes chegou de forma espontânea, sem qualquer auxílio do governo brasileiro, atraídos pelo aumento do dinamismo urbano, principalmente no Sudeste, em grande parte atrelado ao excedente de riqueza produzida pela atividade cafeeira, dando margem para um incipiente processo de industrialização e de expansão do comércio e do setor de serviços.
De 1500 a 1972, de todas as pessoas que entraram no Brasil, 58% vieram da Europa, 40% da África e 2% da Ásia. A maioria dos brasileiros são miscigenados. Estudos genéticos têm mostrado que os brasileiros, sejam classificados como "pardos", "brancos" ou "pretos", têm, em geral, as três ancestralidades (europeia, africana e indígena), variando apenas o grau.

## Demografia

### Idioma nacional
O português é a língua oficial e falada por toda a população. O Brasil é o único país de língua portuguesa da América, dando-lhe uma distinta identidade cultural em relação aos outros países do continente. Ainda é o idioma mais falado na América do Sul (50,1% dos sul-americanos o falam).
O português é o único idioma falado e escrito oficial do Brasil, com algumas variações regionais na forma coloquial. É a língua usada nas instituições de ensino, nos meios de comunicação e nos negócios. A Língua Brasileira de Sinais é, no entanto, considerada um meio de comunicação legal no país.
O idioma falado no Brasil é em parte diferente daquele falado em Portugal e nos outros países lusófonos. O português brasileiro e o português europeu não evoluíram de forma uniforme, havendo algumas diferenças na fonética e na ortografia, embora as diferenças entre as duas variantes não comprometam o entendimento mútuo. As diferenças entre a língua escrita formal de Portugal e do Brasil são comparáveis às diferenças encontradas entre as normas cultas do inglês britânico e inglês americano.

### Idiomas indígenas e de imigrantes

Hotel em estilo alemão no Lago Negro, em Gramado, no Rio Grande do Sul: na região, o dialeto alemão é uma das principais formas de comunicação.

Na época do Descobrimento, é estimado que falavam-se mais de mil línguas no Brasil. Atualmente, esses idiomas estão reduzidos a 180 línguas. Das 180 línguas, apenas 24, ou 13%, têm mais de mil falantes; 108 línguas, ou 60%, têm entre cem e mil falantes; enquanto 50 línguas, ou 27%, têm menos de 100 falantes e metade destas, ou 13%, têm menos de 50 falantes, o que mostra que grande parte desses idiomas estão em sério risco de extinção.
Nos primeiros anos de colonização, as línguas indígenas eram faladas inclusive pelos colonos portugueses, que adotaram um idioma misto baseado na língua tupi. Por ser falada por quase todos os habitantes do Brasil, ficou conhecida como língua geral. Todavia, no século XVIII, a língua portuguesa tornou-se oficial do Brasil, o que culminou no quase desaparecimento dessa língua comum.
Com o decorrer dos séculos, os índios foram exterminados ou aculturados pela ação colonizadora e, com isso, centenas de seus idiomas foram extintos. Atualmente, os idiomas indígenas são falados sobretudo no Norte e Centro-Oeste. As línguas mais faladas são do tronco Tupi-guarani.
Além das dezenas de línguas autóctones, dialetos de origem alóctones são falados em colônias rurais mais isoladas do Brasil meridional, sobretudo o hunsrückisch e o talian (ou vêneto brasileiro), de origens alemã e italiana, respectivamente e pomerana.

### Religião
Religiões no Brasil (censo de 2022)
Sendo constitucionalmente um estado laico, o Brasil não possui religião oficial e a discriminação aos seguidores de determinada religião é ilegal. Apesar disso, a população do país é tradicionalmente seguidora da Igreja Católica Apostólica Romana e é inegável a influência de tal religião em vários momentos do passado e até mesmo do presente. Nos dias de hoje o Brasil é considerado o maior país católico do mundo em números absolutos.
A predominância do catolicismo, entretanto, deve ser relativizada quando se leva em conta a recente ascensão do protestantismo e a importância histórica das religiões afro-brasileiras, o Candomblé e a Umbanda, na formação cultural e ética do povo brasileiro, apesar de terem sido perseguidas até o começo do século XX, quando a prática religiosa era reprimida pela polícia.
O censo demográfico realizado em 2010 pelo IBGE apontou a seguinte estrutura religiosa do Brasil:
- 64,6% dos brasileiros (cerca de 123 milhões) declaram-se católicos;
- 22,2% (cerca de 42,3 milhões) declaram-se protestantes (evangélicos tradicionais, pentecostais e neopentecostais);
- 8% (cerca de 15,3 milhões) declaram-se agnósticos, ateus ou não seguidores de religião alguma;
- 2% (cerca de 3,8 milhões) declaram-se espíritas (podem estar integrados a religiões afro-brasileiras);
- 0,7% (1,4 milhão) declaram-se testemunhas de Jeová;
- 0,3% (588 mil) declaram-se seguidores do animismo afro-brasileiro como o Candomblé, o tambor de Mina, além da Umbanda;
- 1,6% (3,1 milhões) declaram-se seguidores de outras religiões, tais como: os budistas (243 mil), os judeus (107 mil), os messiânicos (103 mil), os esotéricos (74 mil), os espiritualistas (62 mil), os islâmicos (35 mil) e os hoasqueiros (35 mil).

Há ainda registros de pessoas que declaram-se baha'ís e wiccanos, porém nunca foi revelado um número exato dos seguidores de tais religiões no país.

## Estudos genéticos
Estudos genéticos têm mostrado que a população brasileira como um todo possui componentes europeus, africanos e indígenas. Um estudo genético autossômico de 2015, que também analisou dados de 25 estudos de 38 populações brasileiras diferentes, concluiu que: a ancestralidade europeia responde por 62% da herança da população, seguida pela africana (21%) e pela indígena (17%). A contribuição europeia é maior no Sul do Brasil (77%), a africana no Nordeste (27%) e a indígena no Norte (32%).
Um estudo autossômico de 2013, com quase 1.300 amostras de todas as regiões brasileiras, encontrou um predomínio de ancestralidade europeia combinada com contribuições africanas e indígenas, em graus variados. Seguindo um gradiente crescente de Norte a Sul, a ancestralidade europeia foi a mais prevalente em todas as populações urbanas (com valores de até 74%).  
As populações do Norte consistiam em uma proporção significativa de ancestralidade indígena, cerca de duas vezes maior que a contribuição africana. Por outro lado, no Nordeste, Centro-Oeste e Sudeste, a ancestralidade africana foi a segunda mais prevalente. Em nível intrapopulacional, todas as populações urbanas eram altamente miscigenadas, e a maior parte da variação nas proporções de ancestralidade foi observada entre indivíduos dentro de cada população, e não entre populações.

### No Sudeste
De acordo com um estudo autossômico de 2009, as heranças europeia e africana são as mais importantes. A composição do Sudeste foi assim encontrada, de acordo com um estudo de 2009: 60.7% europeia, 32.0% africana 7.3% ameríndia. Um estudo genético realizado em 2010 encontrou a seguinte composição: 79,90% de contribuição europeia, 14,10% de contribuição africana e 6,10% de contribuição indígena. Já de acordo com outro estudo genético de 2011, a composição do Sudeste é a seguinte: 74,20% de contribuição europeia, 17,20% de contribuição africana e 7,30% de contribuição indígena. Um estudo genético mais recente, de 2013, por sua vez, encontrou os seguintes resultados: 61% de contribuição europeia, 27% de contribuição africana e 12% de contribuição indígena.
Um estudo genético de 2009 revelou que 'brancos', 'pardos' e 'negros', no Rio de Janeiro, possuem, no geral, as três ancestralidades, sendo o componente africano mais importante nos 'negros', embora também presente nos 'brancos' e em grau significativo nos 'pardos'.
| Ancestralidade genômica de indivíduos não relacionados no Rio de Janeiro" | Ancestralidade genômica de indivíduos não relacionados no Rio de Janeiro" | Ancestralidade genômica de indivíduos não relacionados no Rio de Janeiro" | Ancestralidade genômica de indivíduos não relacionados no Rio de Janeiro" | Ancestralidade genômica de indivíduos não relacionados no Rio de Janeiro" |
| ------------------------------------------------------------------------- | ------------------------------------------------------------------------- | ------------------------------------------------------------------------- | ------------------------------------------------------------------------- | ------------------------------------------------------------------------- |
| Cor                                                                       | Número de indivíduos                                                      | ameríndio                                                                 | africano                                                                  | europeu                                                                   |
| Branco                                                                    | 107                                                                       | 6.7%                                                                      | 6.9%                                                                      | 86.4%                                                                     |
| Pardo                                                                     | 119                                                                       | 8.3%                                                                      | 23.6%                                                                     | 68.1%                                                                     |
| Preto                                                                     | 109                                                                       | 7.3%                                                                      | 50.9%                                                                     | 41.8%                                                                     |

De acordo com um estudo genético de 2011, a composição genética do Rio de Janeiro seria: 18,9% de contribuição africana, 73,70% de contribuição europeia e 7,4% de contribuição indígena.
Um estudo genético mais recente, de 2013, encontrou a seguinte composição para o Rio de Janeiro: 31,10% de contribuição africana, 55,20% de contribuição europeia e 13,70% de contribuição indígena.
Um estudo de ancestralidade autôssomica, realizado 2009, entre estudantes do Cefet, escola pública de educação profissional de Nilópolis (Baixada Fluminense), revelou que a correlação entre ancestralidade autodeclarada e ancestralidade real era baixa. Pessoas que se autoidentificaram como "pretas", nesse estudo, acusaram, em média, ancestralidade em torno de 52% europeia, africana 41% e ameríndia 4%. Pessoas que se autoidentificaram como "pardas" revelaram ancestralidade, em média, 80% europeia, 12% africana e 8% ameríndia. Os pardos se achavam quase 1/3 ameríndios, 1/3 africanos e 1/3 europeus; no entanto, sua ancestralidade europeia foi superior a 80%". Os brancos praticamente não apresentaram grau de miscigenação significativo. A maior parte dos brancos registrou ancestralidade europeia superior a 90%, e 1/3 dos pardos também revelou ancestralidade superior a 90%. Pardos e negros revelaram ancestralidade europeia superior àquela que imaginavam ter.
Em São Paulo, tanto brancos como negros apresentam grande ancestralidade africana. Um estudo encontrou média de 25% de ancestralidade africana nos "brancos" da cidade de São Paulo (entre 18-31%), e 65% nos "pretos" da mesma cidade (entre 55-76%). Em Campinas, um estudo encontrou ancestralidade 45% africana, 41% europeia e 14% indígena em pessoas com hemoglobina S (mais prevalente em africanos e seus descendentes). Este mesmo estudo revelou que em apenas 53% dos indivíduos a sua ancestralidade africana era visível no fenótipo.
De acordo com um estudo genético sobre a população do estado de São Paulo, de 2006, a contribuição africana seria de 14%, a europeia de 79% e a indígena 7%. Já de acordo com outro estudo mais recente, de 2013, o grau de contribuição africana foi estimado em 25,5%, o europeu em 61,9% e o indígena em 11,6%.
Um estudo genético realizado com pessoas de Belo Horizonte revelou que a ancestralidade dos belo-horizontinos é 66% europeia, 32% africana e 2% indígena. Por outro lado, na localidade de Marinhos, habitada principalmente por quilombolas, a ancestralidade é 59% africana, 37% europeia e 4% indígena (para aqueles cuja família vive na localidade desde o início do século XX, a ancestralidade africana sobe para 81%). De maneira geral, os mineiros apresentam muito baixo grau de ancestralidade indígena, enquanto a ancestralidade europeia (principalmente portuguesa) e africana predominam. Isto se deve ao fato de que a população indígena foi exterminada, ao mesmo tempo que chegavam à região contingentes enormes de escravos africanos e colonos portugueses, diluindo a contribuição indígena na população. Em relação ao componente europeu (português), apesar de ter sido numericamente inferior ao componente africano, o primeiro acabou por predominar, devido às altas taxas de mortalidade e baixos índices de reprodução entre os escravos. A própria imigração de italianos e outros europeus para Minas Gerais no final do século XIX contribuiu para aumentar o grau de ancestralidade europeia.
Vários outros estudos genéticos já foram feitos contemplando diferentes grupos raciais e geográficos de Minas Gerais. De maneira geral, todos os estudos concluem que a população de Minas Gerais é intensamente miscigenada, sendo a ancestralidade europeia alta, seguida pela africana e, menos importante, a indígena. Poucos mineiros têm ancestralidade predominantemente europeia ou africana, a maioria tem mistura significativa de ambas as origens. Em um estudo genético, 13,8% dos mineiros portadores de anemia falciforme testados tinham mais de 85% de ancestralidade europeia e 11,05% dos portadores de anemia falciforme tinham mais de 85% de ancestralidade africana. A maioria deles, 73,37%, apresentou níveis intermediários de mistura (entre 15 e 85%). Isso também acontece em quase todas as regiões do Brasil, segundo outros estudos.
| Diferentes estudos genéticos estimando a contribuição africana, europeia e ameríndia em Minas Gerais. | Diferentes estudos genéticos estimando a contribuição africana, europeia e ameríndia em Minas Gerais. | Diferentes estudos genéticos estimando a contribuição africana, europeia e ameríndia em Minas Gerais. | Diferentes estudos genéticos estimando a contribuição africana, europeia e ameríndia em Minas Gerais. |
| Origem da amostra                                                                                     | Africana                                                                                              | Europeia                                                                                              | Ameríndia                                                                                             |
| --- | --- | --- | --- |
| Ouro Preto (todas as cores/"raças")                                                                   | 33,3%                                                                                                 | 50,3%                                                                                                 | 16,4                                                                                                  |
| Ouro Preto (brancos)                                                                                  | 18,0%                                                                                                 | 70,4%                                                                                                 | 11,6%                                                                                                 |
| Ouro Preto (morenos claros)                                                                           | 31,4%                                                                                                 | 52,1%                                                                                                 | 16,4%                                                                                                 |
| Ouro Preto (morenos escuros)                                                                          | 47,6%                                                                                                 | 33,6%                                                                                                 | 18,8%                                                                                                 |
| Ouro Preto (negros)                                                                                   | 67,1%                                                                                                 | 16,6%                                                                                                 | 16,4%                                                                                                 |
| Minas Gerais (portadores de anemia falciforme)                                                        | 47,3%                                                                                                 | 39,7%                                                                                                 | 13,0%                                                                                                 |
| Minas Gerais (não portadores de anemia falciforme)                                                    | 33,8%                                                                                                 | 57,7%                                                                                                 | 3,5%                                                                                                  |
| Queixadinha, Caraí (brancos)                                                                          | 32,0%                                                                                                 | ? | ? |
| Queixadinha, Caraí (pardos)                                                                           | 44,0%                                                                                                 | ? | ? |
| Queixadinha, Caraí (pretos)                                                                           | 51%                                                                                                   | ? | ? |
| Minas Gerais (brancos)                                                                                | 16,1%                                                                                                 | 70,8%                                                                                                 | 13,1                                                                                                  |
| Minas Gerais (cores/"raças" não especificadas)                                                        | 28,9%                                                                                                 | 59,2%                                                                                                 | 11,9%                                                                                                 |
| Montes Claros (cores/"raças" não especificadas)                                                       | 39,0%                                                                                                 | 52,0%                                                                                                 | 9,0%                                                                                                  |
| Manhuaçu (cores/"raças" não especificadas)                                                            | 19,0%                                                                                                 | 73,0%                                                                                                 | 8,0%                                                                                                  |
| Belo Horizonte (cores/"raças" não especificadas)                                                      | 32,0%                                                                                                 | 66%                                                                                                   | 2,0%                                                                                                  |
| Marinhos, Brumadinho                                                                                  | 59,0%                                                                                                 | 37,0%                                                                                                 | 3,7%                                                                                                  |

### No Nordeste
De acordo com um estudo genético autossômico de 2009, a herança europeia é a dominante no Nordeste, respondendo por 66,70% da população, o restante sendo africano (23,30%) e ameríndio (10%). O Nordeste encontra-se, assim, então constituído: 66,70% europeu, 23,30% africano e 10% ameríndio.
De acordo com um estudo genético de 2011, "em todas as regiões estudadas, a ancestralidade europeia foi a predominante, com proporções variando de 60,60% no Nordeste a 77,70% no Sul do país".
De acordo com um estudo genético realizado em 1965, pelos pesquisadores norte-americanos D. F. Roberts e R. W. Hiorns, a ancestralidade média do nordestino é predominantemente europeia (grau por volta de 65%), com contribuições menores, mas importantes, da África e dos indígenas brasileiros (25% e 9% respectivamente).
De acordo com um estudo genético (DNA autossômico) de 2011, pardos e brancos de Fortaleza possuem ancestralidade africana, e também indígena, mas a herança europeia responde por mais de 70% da ancestralidade tanto de "pardos" como de "brancos".
De acordo com um estudo genético de 2005, em São Luís do Maranhão a contribuição africana para a população foi estimada em 19%. A europeia, 42; e a indígena, 39%
Um estudo genético realizado no Recôncavo baiano confirmou o alto grau de ancestralidade africana na região. Foram analisadas pessoas da área urbana dos municípios de Cachoeira e Maragojipe, além de quilombolas da área rural de Cachoeira. A ancestralidade africana foi de 80,4%, a europeia 10,8% e a indígena 8,8%. Em Salvador a ancestralidade predominante é africana (49,2%), seguida pela europeia (36,3%) e indígena (14,5%). O estudo também concluiu que soteropolitanos que possuem sobrenome com conotação religiosa tendem a ter maior grau de ancestralidade africana (54,9%) e a pertencer a classes sociais menos favorecidas.
Nas capitais nordestinas analisadas (assim como no Nordeste em geral) a ancestralidade africana é expressiva em todas elas, embora a europeia seja a principal, na maior parte delas, e na região Nordeste como um todo. Sem especificar a cor das pessoas analisadas, para a população de Aracaju chegou-se a um índice de 62% de ancestralidade europeia, 34% africana e 4% indígena.
Para a população de Natal, também sem especificar a cor dos pesquisados, de acordo com um estudo antigo baseado em polimorfismos sanguíneos encontrou a seguinte composição: ancestralidade encontrada foi 58% europeia, 25% africana e 17% indígena. Já a ancestralidade de migrantes nordestinos que moram em São Paulo é 59% europeia, 30% africana e 11% indígena. Segundo outro estudo, de 1997, para toda a população nordestina, a ancestralidade estimada seria de 51% europeia, 36% africana e 13% indígena.
De acordo com um estudo genético de 2013, a composição genética da população de Pernambuco é 56,8% europeia, 27,9% africana e 15,3% ameríndia.
De acordo com um estudo genético de 2013, a composição genética da população de Alagoas é 54,7% europeia, 26,6% africana e 18,7% ameríndia.

### No Sul
De acordo com um estudo genético autossômico feito em 2010 pela Universidade Católica de Brasília e publicado no American Journal of Human Biology, a herança genética europeia é a predominante no Brasil, respondendo por volta de 80% do total, sendo que no Sul esse percentual é mais alto e chega a 90%. Assim, a ancestralidade europeia é a principal no Sul, e a africana significativa, assim como a ameríndia.
De acordo com outro estudo genético autossômico de 2009, a herança europeia é, sim, a dominante no Sul do país, respondendo por 81,50% do total, o restante sendo ameríndio (9,2%) e africano (9,3%).
Estudos genéticos realizado no estado do Paraná entre "afrodescendentes" (negros ou mulatos de diferentes tom de pele) mostram que o grau de mistura é muito variável. Os "mulatos claros" ou "mulatos médios" apresentam grau semelhante de ancestralidade africana e europeia (44% europeia, 42% africana e 14% indígena). Por sua vez, os "mulatos escuros" ou "negros" do Paraná são predominantemente africanos, sendo a ancestralidade 72% africana, 15% europeia e 6% indígena. Mesmo entre os "brancos" do Paraná, os índices de ancestralidade africana são expressivos, porém bastante variáveis, indo desde um mínimo de 3% em um estudo, a um máximo de 17% em outro.

### No Norte
Na região Norte a contribuição africana também é importante, junto com as ancestralidades europeia e indígena.
De acordo com um estudo autossômico de 2009, a composição da região Norte seria a seguinte: 60.6% europeia, 21.3% africana e 18.1% ameríndia. Um estudo genético realizado em 2010 encontrou a seguinte composição: 71,10% de contribuição europeia, 18,20% de contribuição africana e 10,70% de contribuição indígena.
Já de acordo com outro estudo genético de DNA autossômico (de 2011), a composição do Norte é a seguinte: 68,8% de contribuição europeia, 10,5% de contribuição africana e 18,50% de contribuição indígena.
Um estudo genético de DNA autossômico mais recente, de 2013, por sua vez, encontrou os seguintes resultados: 51% de contribuição europeia, 17% de contribuição africana e 32% de contribuição indígena.
De acordo com o estudo genético de 2011, a composição genética da população de Belém é 69,70% europeia, 10,90% africana e 19,40% ameríndia. Já de acordo com o estudo genético de 2013, a composição genética da população de Belém é 53,70% europeia, 16,80% africana e 29,50% indígena.
De acordo, também, com o estudo genético de 2013, a ancestralidade dos habitantes de Manaus é 45,9% europeia, 37,8% indígena e 16,3% africana. De outro lado, de acordo com o mesmo estudo, a ancestralidade dos habitantes de Santa Isabel do Rio Negro, comunidade isolada no norte do estado do Amazonas, é 75,80% indígena, 7,4% africana e 16,80% europeia.

### No Centro-Oeste
De acordo com estudos autossômicos realizados, a ancestralidade africana responde por 21,70% da herança da população no Centro Oeste. A europeia, 66,30%; e a indígena, 12,00%.

## Cultura
Minha terra tem palmeiras,
Onde canta o sabiá;
As aves, que aqui gorjeiam,
Não gorjeiam como lá. >>>
Gonçalves Dias

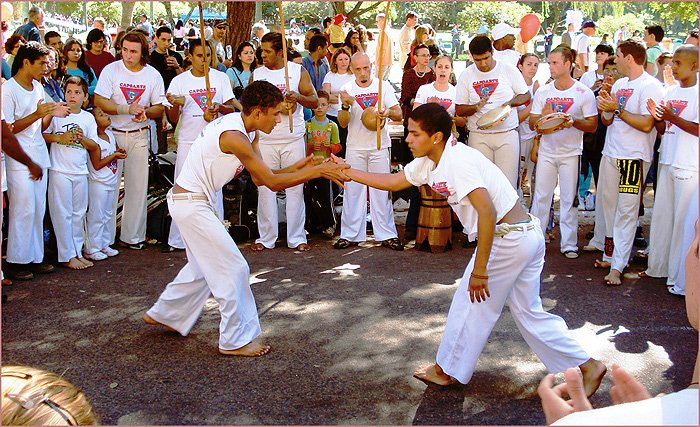
Brasileiros praticando capoeira.

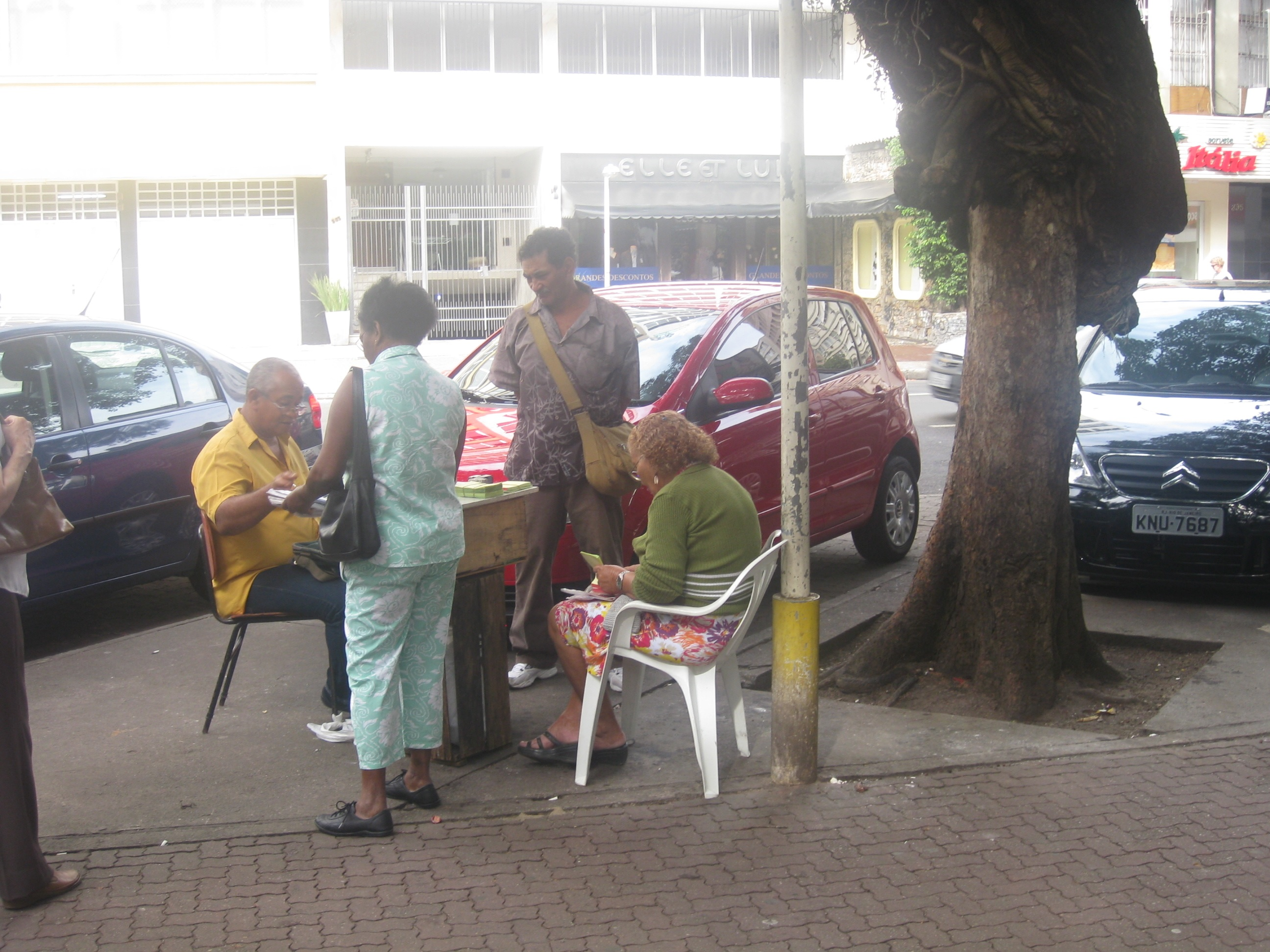
Brasileiros no Rio de Janeiro.

Devido a diversos grupos de imigrantes, os brasileiros possuem uma rica diversidade de culturas, que sintetizam as diversas etnias que formam o povo brasileiro. Por essa razão, não existe uma cultura brasileira homogênea, e sim um mosaico de diferentes vertentes culturais que formam, juntas, a cultura brasileira. É notório que, após mais de três séculos de colonização portuguesa, a cultura brasileira é, majoritariamente, de raiz lusitana. É justamente essa herança cultural lusa que compõe a cultura brasileira: são diferentes etnias, porém, todos falam a mesma língua (o português) e, a maioria, são cristãos, com largo predomínio de católicos. Esta igualdade linguística e religiosa é um fato raro para uma cultura como a brasileira.
Embora seja um país de colonização portuguesa, outros grupos étnicos deixaram influências profundas na cultura nacional, destacando-se os povos indígenas, os africanos e imigrantes europeus. As influências indígenas e africanas deixaram marcas no âmbito da música, da culinária, no folclore e nas festas populares. É evidente que algumas regiões receberam maior contribuição desses povos: os estados do Norte têm forte influência das culturas indígenas, enquanto certas regiões do Nordeste têm uma cultura bastante africanizada.
Quanto mais à sul do Brasil nos dirigimos, mais europeizada a cultura se torna. No Sul do país as influências de imigrantes italianos e alemães são evidentes, seja na culinária, na música, nos hábitos e na aparência física das pessoas. Outras etnias, como os árabes, espanhóis, poloneses e japoneses contribuíram também para a cultura brasileira, porém, de forma mais limitada.

### Culinária
A culinária brasileira é caracterizada por uma mistura das culinárias europeia, indígena, asiática e africana. O prato básico mais comum dos brasileiros é o arroz com feijão, mas o prato internacionalmente mais representativo do país é a feijoada. Os hábitos alimentares variam de região para região. No Nordeste há grande influência africana na culinária, com destaque para o acarajé, vatapá e condimentos como azeite de dendê e pimenta. No Norte há a influência indígena, no uso da mandioca e de peixes. No Sudeste há pratos diversos como o feijão tropeiro e angu; em Minas Gerais são típicos o pão de queijo e o tutu; em São Paulo é o virado. No Sul do país há forte influência da culinária italiana, em pratos como a polenta, e também da culinária alemã. O churrasco é típico do Rio Grande do Sul.

### Artes
O escultor Antônio Francisco Lisboa (o Aleijadinho) é apontado como o maior representante do estilo Barroco na América (Barroco mineiro). O desenhista Henrique Alvim Corrêa, conhecido por seu trabalho em ficção científica, ilustrou a edição belga de 1906 de A Guerra dos Mundos de H. G. Wells (ver: Ficção científica do Brasil). Carmen Miranda ficou mundialmente conhecida pela originalidade de seu trabalho e por seu visual exótico. Foi uma artista dotada de grande versatilidade: era cantora e atriz trabalhando em teatro, rádio, cinema e televisão. Pintores como Cândido Portinari e Hélio Oiticica conquistaram reconhecimento para a pintura do Brasil. A arquitetura do Brasil foi divulgada por Oscar Niemeyer, que desenvolveu projetos em vários países.
Obras de escritores do país foram traduzidas para vários idiomas. Livros de autores como Dias Gomes, Paulo Coelho, Jorge Amado, Machado de Assis e vários outros são reconhecidos mundialmente.
O país criou gêneros musicais admirados pelo mundo. A música do Brasil inclui gêneros como o Samba, a Bossa Nova e o Chorinho. O violonista Laurindo Almeida compôs a música-tema da série de televisão Bonanza. Graças a Carlos Gomes, a música erudita brasileira ganhou respeito e admiração. Sua ópera O Guarani, composta na Itália e encenada pela primeira vez no Scala de Milão em 19 de Março de 1870, alcançou grande sucesso.
| “ | Este rapaz tem gênio. Ele começa por onde eu termino. | ” |
|   | — Giuseppe Verdi, sobre Carlos Gomes.                 |   |

Gabriel Bá e Fábio Moon, foram os primeiros quadrinistas brasileiros a ganharem o prêmio Eisner Award, considerado o "Óscar das Histórias em Quadrinhos". Em 1984 foram criados o Dia do Quadrinho Nacional (30 de Janeiro, data da publicação da 1ª história em quadrinhos brasileira: "As Aventuras de Nhô Quim ou Impressões de Uma Viagem à Corte" em 1869) e o Prêmio Angelo Agostini, para rememorar este acontecimento prestigiar os quadrinistas nacionais.
O cinema do Brasil é reconhecido internacionalmente há décadas. Em 1962, o filme O Pagador de Promessas, de Anselmo Duarte foi premiado com a Palma de Ouro no Festival de Cannes. No ano seguinte, foi indicado ao Oscar de melhor filme estrangeiro. Atualmente, Walter Salles, José Padilha, Carlos Saldanha e Bruno Barreto são cineastas conceituados. A telenovela brasileira é exportada para o mundo, divulgando os aspectos culturais do país (ver: História da televisão no Brasil e Televisão no Brasil).
Escultura, Literatura, Cinema, Pintura e Arquitetura do Brasil.
- A Última Ceia de Aleijadinho.
- Exemplar de Memórias Póstumas de Brás Cubas, dedicada pelo próprio autor à Biblioteca Nacional do Brasil.
- Cartaz do filme Alô, Alô, Carnaval (1936).
- Mural A descoberta da terra (Cândido Portinari, 1941) na Biblioteca do Congresso, Washington, DC.
- Centro Cultural Internacional Oscar Niemeyer em Avilés na Espanha.

### Ciência e tecnologia
Em Portugal, no início do século XVIII, o padre e cientista Bartolomeu de Gusmão (o "padre voador", nascido no Estado do Brasil), fez experiências bem sucedidas com balões de ar quente. Algumas destas experiências foram conduzidas na presença de personagens como o Cardeal Michelangelo Conti (futuro Papa Inocêncio XIII) e do rei João V. Ainda em Portugal, Gusmão construiu o balão batizado como Passarola. Augusto Severo de Albuquerque Maranhão desenvolveu o conceito de dirigível semirrígido, testado pela primeira vez em 1894. Isto permitiu tornar o voo dos dirigíveis mais estável (ver: Pax).
Santos Dumont trabalhou nos dois ramos da aeronáutica: aerostação (com aeróstatos, aeronaves mais leves que o ar) e aviação (com aeródinos, aeronaves mais pesadas que o ar). Dominou a dirigibilidade dos aeróstatos provando, em definitivo, que as aeronaves poderiam ser efetivamente usadas como meio de transporte. O avião 14-bis, projetado e construído por ele, foi o primeiro aeródino a decolar (em 1906) sem impulso adicional fornecido por recursos externos. É tido como o Pai da Aviação e recebeu inúmeras homenagens. Por sugestão da aviadora Anésia Pinheiro Machado, uma cratera da Lua, anteriormente nomeada Hadley-B, foi rebatizada como o nome Santos Dumont. Dimitri Sensaud de Lavaud construiu o primeiro avião brasileiro, o São Paulo, realizando com ele o primeiro voo de avião da América latina, em Osasco, no dia 7 de janeiro de 1910.
No campo da tecnologia militar, André Rebouças servindo como engenheiro militar, desenvolveu um torpedo, utilizado com sucesso durante guerra do Paraguai. Na astrofísica Mário Schenberg formulou o Processo Urca que tornou possível compreender o colapso de estrelas supernovas. As experiências do físico Cesar Lattes levaram a descoberta do méson pi, o que foi de grande importância para a então nascente física de partículas.
O bacteriologista Carlos Chagas descobriu a doença que recebeu seu nome. Por seu trabalho foi, por duas vezes, indicado ao Nobel de Fisiologia ou Medicina. Para o tratamento de picadas de escorpiões, aranhas e serpentes venenosas, o sorologista Vital Brazil criou os soros antiescorpiônico, antiaracnídeo e antiofídico. Fundou em São Paulo o Instituto Butantan (1901) e o Instituto Vital Brazil em Niterói (1919).
O país ressente-se por nunca um brasileiro ter recebido um Prêmio Nobel. O britânico Peter Brian Medawar, recebeu o Nobel de Fisiologia ou Medicina em 1960. Por ter nascido em Petrópolis, alguns consideram que o país também partilha desta conquista. Dentre outras homenagens recebidas no Brasil, seu nome batiza o Instituto Medawar de Medicina Ambiental. O país tem inventores pouco conhecidos: Nelson Guilherme Bardini (cartão telefônico), Carlos Prudêncio (Urna eletrônica brasileira), Therezinha Beatriz Alves de Andrade Zorowich (escorredor de arroz).
Ao longo da história da ciência, cientistas e inventores brasileiros envolveram-se em controvérsias. A importância de alguns destes para descobertas científicas e sua primazia em invenções, foram contestadas. Consequentemente, vários tem seus trabalhos reconhecidos apenas parcialmente ou tardiamente, como: Júlio César Ribeiro de Sousa (dirigibilidade aérea), Roberto Landell de Moura (radiocomunicação, patrono dos radioamadores do Brasil), Francisco João de Azevedo (máquina de escrever), Hércules Florence (fotografia) e Nélio José Nicolai (Identificador de chamadas).
Os estudos do especialista em reprodução humana, Dr. Elsimar Coutinho, ajudaram a desenvolver o primeiro anticoncepcional masculino não hormonal do mundo. Este anticoncepcional foi criado a partir do gossipol, substância extraída da semente do algodão. No Zoológico de Brasília, uma fêmea de lobo-guará, vítima de atropelamento, recebeu tratamento com células-tronco. Este foi o primeiro registro do uso de células-tronco para curar lesões num animal selvagem.
O país é um dos pioneiros e líderes na tecnologia de biocombustíveis possuindo uma das matrizes energéticas mais limpas do mundo. Em 1925, a Estação Experimental de Combustíveis e Minérios (futuro Instituto Nacional de Tecnologia) testou o primeiro automóvel do Brasil adaptado para funcionar com álcool combustível. Entre as décadas de 1920 e 1940, João Bottene adaptou veículos para o funcionamento com álcool: automóveis, um avião e uma locomotiva construída pelo próprio. O país criou o Programa Nacional do Álcool (Pró-álcool) para contornar a crise do petróleo na década de 1970. O esforço de pesquisadores como Urbano Ernesto Stumpf e José Walter Bautista Vidal foi decisivo para a criação deste programa (ver: Etanol como combustível no Brasil). Em 24 de Outubro de 1984, um avião bimotor Bandeirante movido a bioquerosene, sobrevoou Brasília. Atualmente, o país continua a pesquisa de biocombustíveis para uso automobilístico, ferroviário, naval e aeronáutico. Especialistas destacam o potencial do país para a produção do hidrogênio verde que é definido como aquele produzido por fontes de energia limpas como solar, eólica, biomassa, (bioenergia (combustíveis), etc.
Invenções e inovações técnicas
- Dirigível N-6 de Santos-Dumont.
- Abreugrafia
- Máquina fotográfica 360°
- Primeiro carro equipado com motor a álcool.

### Ciências sociais e filosofia
Pensadores e estudiosos brasileiros deram relevantes contribuições nos campos das ciências sociais e filosofia. O trabalho de Gilberto Freyre na sociologia é apontado como de extrema importância. O jusfilósofo Miguel Reale contribuiu para as teorias do direito com sua teoria tridimensional do direito. A análise crítica do historiador da literatura Otto Maria Carpeaux é elogiada.

### Esportes
Os brasileiros possuem boas participações nas mais variadas modalidades esportivas. Guilherme Paraense ganhou a primeira medalha olímpica de ouro para o Brasil, competindo no tiro esportivo nas Olimpíadas de Antuérpia em 1920. O Brasil sediou a Copa do Mundo de 2014 e as Olimpíadas de 2016 no Rio de Janeiro. O país é pentacampeão mundial de futebol, esporte considerado o mais popular no país. A Seleção Brasileira de Futebol é a única que disputou de todas as Copas do Mundo. Pelé foi considerado o atleta do século XX. A criação do futebol de salão é compartilhada por uruguaios e brasileiros. O Brasil tem títulos em diversas competições desta modalidade (ver: Seleção Brasileira de Futsal).
O vôlei brasileiro é vitorioso: a seleção masculina detêm quatro títulos pan-americanos, nove da liga mundial, dois ouros olímpicos além de outros. A seleção feminina foi campeã quatro vezes nos jogos pan-americanos e tem dois ouros nos jogos olímpicos (2008 e 2012). Jacqueline Silva e Sandra Pires sagraram-se campeãs, em 1996, na estreia do vôlei de praia nas Olimpíadas de Atlanta.
Jogadores de basquete brasileiros atuam em grandes equipes no exterior. Alguns dos mais famosos são: Nenê Hilário, Marcelo Huertas e Anderson Varejão. Emerson Fittipaldi, Ayrton Senna, Tony Kanaan e Gil de Ferran são pilotos brasileiros vitoriosos no automobilismo mundial. Daiane dos Santos executou dois novos movimentos de ginástica artística: o duplo twist carpado e o duplo twist esticado. Em sua homenagem estes movimentos foram batizados respectivamente como Dos Santos I e Dos Santos II.
Os brasileiros criaram as artes marciais da capoeira, jiu-jitsu brasileiro, luta marajoara e outras. A Família Gracie e Luiz França, sucedido por seu aluno Oswaldo Fadda, deram origem aos dois principais ramos do jiu-jitsu brasileiro. Atualmente, esta arte marcial brasileira é praticada por todo o mundo.
O país tem posição de destaque nos esportes de combate. Éder Jofre é considerado, pelo Conselho Mundial de Boxe, como o melhor peso-Galo de todos os tempos. O vale-tudo surgido no país, foi o embrião das modernas artes marciais mistas (eng. MMA). Anderson Silva, Antônio Rodrigo "Minotauro" Nogueira, Lyoto Machida, José Aldo e Junior "Cigano" dos Santos são alguns dos lutadores mais importantes nesta modalidade. Os judocas Aurélio Miguel e Sarah Menezes, foram os primeiros brasileiros a conquistarem medalhas de ouro para o judô do Brasil respectivamente no masculino e no feminino nas Olimpíadas de Seul (1988) de Londres (2012).

### Ações humanitárias
Os brasileiros atuam ativamente nos campos da defesa dos direitos humanos e da ajuda humanitária. Durante a Guerra do Paraguai, a enfermeira Ana Néri, prestou socorro até a soldados inimigos. Em reconhecimento por suas ações, Ana Néri é Patrona dos Enfermeiros do Brasil. Rui Barbosa, representou o Brasil na II Convenção de Haia em 1907. Nesta ocasião, defendeu o princípio da autodeterminação dos povos. Ganhou a alcunha de Águia de Haia pela firmeza com que defendeu suas posições.
O diplomata José Maria da Silva Paranhos Júnior, o Barão do Rio Branco, foi célebre por buscar sempre soluções pacíficas para as disputas territoriais envolvendo o Brasil. O trabalho do barão abreviou e evitou conflitos violentos, ajudando a definir as fronteiras do país. O Instituto Rio Branco foi criado como parte das comemorações de seu centenário. O Barão do Rio Branco é o patrono da diplomacia brasileira.
Na sua visita ao Brasil em 1925, Albert Einstein conheceu o trabalho do Marechal Cândido Rondon junto aos indígenas do país. Impressionado, sugeriu o nome de Rondon para o Nobel da Paz. Oswaldo Aranha fez o primeiro discurso na abertura da Sessão Especial da 1ª Assembleia Geral das Nações Unidas em 1947. Assim, tradicionalmente, a declaração de abertura desta sempre é feita por um brasileiro. Em 29 de Novembro daquele ano, Aranha presidiu a assembleia que foi decisiva para a criação do Estado de Israel (ver: Relações entre Brasil e Israel). Enquanto prestavam serviço diplomático na Europa durante a Segunda Guerra Mundial, Luís Martins de Sousa Dantas e Aracy de Carvalho Guimarães Rosa, auxiliaram pessoas que fugiam de perseguições promovidas pelo nazifascismo. Em reconhecimento pela ajuda prestada a judeus, tiveram seus nomes incluídos no rol dos Justos entre as nações, do Yad Vashem em Israel.
Sérgio Vieira de Mello foi um defensor dos direitos humanos que destacou-se como mediador de conflitos internacionais e ocupou o cargo de Alto Comissário das Nações Unidas para os Direitos Humanos. Em 19 de Agosto de 2003, um atentado terrorista em Bagdá causou a morte de 22 pessoas. Para homenagear as vítimas, entre elas, Sérgio Vieira de Mello, a ONU designou 19 de agosto como o Dia Mundial Humanitário. A sanitarista e pediatra Zilda Arns, criou a Pastoral da Criança e a Pastoral da Pessoa Idosa para auxiliar populações carentes. A atuação destas entidades ganhou reconhecimento internacional.
| “ | (...) Como os pássaros, que cuidam de seus filhos ao fazer um ninho no alto das árvores e nas montanhas, longe de predadores, ameaças e perigos, e mais perto de Deus, devemos cuidar de nossos filhos como um bem sagrado, promover o respeito a seus direitos e protegê-los. (...) Sabemos que a força propulsora da transformação social está na prática do maior de todos os mandamentos da Lei de Deus: o Amor. | ” |
|   | — Trechos do discurso que Zilda Arns fez momentos antes de perder a vida no terremoto de 2010 no Haiti. |   |